# Aulus Terentius Varro (Gesandter)
Aulus Terentius Varro war ein dem plebeischen Geschlecht der Terentier entstammender Politiker der Römischen Republik des mittleren 2. Jahrhunderts v. Chr. Vielleicht war er ein Sohn des 184–183 v. Chr. in Spanien erfolgreich kämpfenden  gleichnamigen Prätors. Er gehörte 146 v. Chr. einer aus zehn Mitgliedern bestehenden Senatskommission an, deren Aufgabe darin bestand, nach der Bezwingung des Achaiischen Bundes zusammen mit dem hierbei siegreichen Konsul Lucius Mummius Südgriechenland in die römische Provinz Achaea umzuwandeln. Gemeinsam mit den anderen Kommissaren wurde Varro durch Aufstellung einer Statuengruppe in Olympia ausgezeichnet.